# 姶良市立建昌小学校
姶良市立建昌小学校（あいらしりつけんしょうしょうがっこう）は鹿児島県姶良市中央部の東餅田にある市立の小学校である。

## 概要
姶良市（姶良郡）の小学校では、学級数・児童数が最も多く、1980年（昭和55年）に分離で姶良小学校が開校している。1990年代後半は800人を割り減少傾向だった。
しかし、近年では当校の校区内の各地で行われている宅地開発事業により、校区内の定住人口が急激に増加、それに比例して当校の生徒数も右肩上がりに推移している。2013年12月現在の児童数はおよそ910人となっており、2005年度の800人強からわずか8年で100人余も増加した。
この生徒数の増加に伴って姶良市では、当校の校区内である同市松原町1丁目に「姶良市立松原なぎさ小学校」を新設し、建昌小学校の校区の一部を同小学校に分離した。同校は2015年4月に開校し、児童数は450人から550人程度を想定している。

## 沿革
1910年（明治43年）4月1日に、それまで松原集落（現在の姶良市東餅田）にあった松原尋常小学校と、森集落（現在の姶良市西餅田）にあった菅原尋常小学校を合併して、建昌尋常小学校として開校した。当初は分散授業を行っており、1912年（明治45年）になり校舎が完成して今の場所での授業が開始された。
学制改革により建昌尋常高等小学校、建昌国民学校、建昌小学校と順次改称されている。第二次世界大戦中には、軍隊が校内に駐屯し、校庭に防空壕が掘られるなどした。大戦後も、しばらくは引揚者の収容所として機能している。
大戦後は鉄筋コンクリート造りの校舎の整備が進められた。姶良町の人口増加に伴い児童数が増加していたことから、1980年（昭和55年）に姶良小学校を分割した。

### 年表
- 1910年（明治43年）4月1日 - 松原尋常小学校と菅原尋常小学校を合併して建昌尋常小学校として開校。
- 1912年（明治45年）
  - 1月 - 校舎落成、菅原教場の児童を収容。
  - 2月 - 松原教場の児童を収容。
  - 4月13日 - 校舎および付属建物延べ1,455 平方メートル総工費10,200円の竣工式を挙行。
- 1927年（昭和2年）4月1日 - 高等科設置、建昌尋常高等小学校となる。
- 1933年（昭和8年）7月 - 正門を南側に設置。
- 1941年（昭和16年）4月 - 建昌国民学校と改称。
- 1947年（昭和22年）4月 - 学制改革により帖佐町立建昌小学校発足。
- 1955年（昭和30年）
  - 1月1日 - 町村合併により姶良町立となる。
  - 10月 - 学校給食開始。
- 1964年（昭和39年） - 鉄筋コンクリート2階建ての校舎が完成。
- 1972年（昭和47年） - プール完成。
- 1976年（昭和51年） - 鉄筋コンクリート3階建ての校舎が完成。
- 1980年（昭和55年）3月 - 体育館完成、姶良小学校開校にともない、校区分割。
- 1989年（平成元年） - 新校舎完成。
- 2010年（平成22年）3月23日 - 合併により姶良市立となる。
- 2015年 - 一部を松原なぎさ小学校に分離。

## 制服
小学校であるが制服が指定されており、男女共に、ブレザータイプの制服、下半身は、男子は半ズボン、女子はスカートである。

## 進路
建昌小学校は、市立の帖佐中・重富中と2つの中学校で学区が分かれている。